# حسن الغريب
حسن محمد الغريب (ولد في 22 مايو 2004) هو لاعب كرة قدم قطري، يلعب كظهير أيمن في نادي الريان.

## مسيرة اللاعب
بدأ مع نادي الريان وأعير إلى كولتورال ليونيسا الإسباني في عام 2022 لمدة موسم.